# 韓雅恩
韓雅恩（1995年1月1日—）為臺灣女子籃球運動員，場上位置為大前鋒，目前效力於國泰女籃。

## 經歷
- 嘉義市立嘉義國民中學  - 淡水商工 - 中國文化大學 - 國泰人壽（2016年－）

## 代表隊經歷
- 2011年亞洲U16青年女子籃球錦標賽
- 2012年亞洲U18青年女子籃球錦標賽
- 2016年威廉·瓊斯盃國際籃球邀請賽
- 2017年威廉·瓊斯盃國際籃球邀請賽
- 2017年夏季世界大學運動會
- 2018年威廉·瓊斯盃國際籃球邀請賽

## 外部連結
- 韓雅恩在fiba.basketball（英语）
- 韓雅恩在fiba.basketball（英语）
- 韓雅恩在archive.fiba.com（存檔）（英语）
- 韓雅恩在Eurobasket.com（球員）（英语）
- 韓雅恩在Flashscore（英语）